# 早稻田文學
早稲田文学（わせだぶんがく）是早稻田大学文学部刊行的文藝雜誌。1891年由小說家坪内逍遥創刊，至1898年停刊。1906年復刊，由島村抱月主編，正宗白鳥、秋田雨雀等人執筆，至1927年又停刊。一般專家認為島村抱月的時期，該雜誌成為自然主義的牙城，1934年由谷崎精二執筆，1984年設置“早稻田文学新人賞”，1997年為止，前後已復刊九次。
該刊曾發表不少日本近代創作，是研究日本明治時期文學的重要資料。